# Nhà trọ kinh hoàng
Nhà trọ kinh hoàng (tên gốc tiếng Anh: Vacancy) là một bộ phim kinh dị Mỹ năm 2007 do đạo diễn Nimród Antal thực hiện. Phim có sự tham gia của diễn viên Luke Wilson và Kate Beckinsale.

## Nội dung
Trong đêm tối, xe của hai vợ chồng David Fox (Luke Wilson thủ vai) và Amy Fox (Kate Beckinsale thủ vai) bị hỏng giữa đường, họ đành phải tìm nơi nghỉ chân qua đêm. Muốn chờ tới sáng để sửa xe, hai vợ chồng quyết định chọn khu nhà trọ của người đàn ông tên Mason (Frank Whaley thủ vai) làm quản lý.
Hai vợ chồng nhanh chóng nhận ra rằng những cuốn phim họ đang xem không phải là phim bình thường mà đó là những cảnh quay khủng khiếp do những người trong nhà trọ giết khách thuê phòng rồi quay phim lại. David và Amy phát hiện ra họ đang bị quan sát từ các máy camera đặt khắp phòng. Hai vợ chồng quyết định bỏ trốn, nhưng tên Mason cùng với hai tên đồng bọn khác của hắn đã ngăn chặn không cho hai vợ chồng bỏ trốn.
David và Amy chui qua một đường hầm bí mật dưới lòng đất để thoát ra khỏi căn phòng, họ cố gắng chiến đấu để thoát khỏi nhà trọ kinh hoàng trong khi các máy quay quan sát tất cả việc họ đang làm. Đường hầm dẫn họ đến phòng làm việc của Mason, nhưng họ phải quay về căn phòng cũ vì bị truy đuổi. Một sĩ quan cảnh sát (David Doty thủ vai) đến để kiểm tra khu nhà trọ, ông cũng phát hiện ra nơi này không bình thường và quyết định rời đi. David và Amy liền chạy ra cầu cứu người cảnh sát, cả ba người đều lên chiếc xe cảnh sát. Tuy nhiên dây động cơ xe đã bị cắt, người cảnh sát ra ngoài kiểm tra và bị một tên sát nhân giết chết. Không còn lựa chọn nào khác, David và Amy phải chạy về căn phòng cũ.
David không may bị tên sát nhân đâm dao vào bụng, trong khi đó Amy trốn trên lỗ thông gió nên chưa bị phát hiện. Sáng hôm sau, Amy lên chiếc xe hơi rồi tông chết cả hai tên sát nhân, sau đó cô giật khẩu súng bắn chết tên Mason. David vẫn còn sống và bị thương nặng, Amy liền chạy đi gọi cảnh sát đến giúp đỡ, hai vợ chồng ngồi chờ cảnh sát đến.

## Diễn viên
- Luke Wilson vai David Fox
- Kate Beckinsale vai Amy Fox
- Frank Whaley vai Mason
- Ethan Embry vai Tên sát nhân
- Scott G. Anderson vai Tên sát nhân
- Mark Casella vai Tài xế xe tải
- David Doty vai Sĩ quan cảnh sát
- Norm Compton vai Nạn nhân
- Caryn Mower vai Nạn nhân
- Meegan Godfrey vai Nạn nhân
- Kym Stys vai Nạn nhân
- Andrew Fiscella vai Nạn nhân
- Dale Waddington Horowitz vai Nạn nhân
- Ernest Misko vai Nạn nhân
- Bryan Ross vai Nạn nhân